# Jamaaladeen Tacuma
Jamaaladeen Tacuma, pseudonimo di Rudy McDaniel (Hempstead, 11 giugno 1956), è un bassista statunitense.

## Biografia
Tacuma, cresciuto a Filadelfia, in Pennsylvania, ha mostrato interesse per la musica fin dalla giovane età, iniziando ad esibirsi con l'organista Charles Earland. Per mezzo di Earland, Tacuma conobbe il produttore discografico Reggie Lucas, il quale lo presentò al sassofonista Ornette Coleman, nel 1975. Tacuma ha iniziato ad ottenere successo esibendosi come bassista elettrico nel gruppo armonico funky Prime Time di Coleman, assieme al chitarrista Bern Nix. Mentre con la band, Tacuma, pizzicava le corde con le dita, nei suoi lavori successivi si rivelò un grande improvvisatore ed incominciò ad usare la tecnica dello slapping.
Nelle prime tre registrazioni dei Prime Time (Dancing in Your Head, Body Meta e Of Human Feelings, tutte risalenti alla fine degli anni '70) Tacuma utilizzò un basso Rickenbacker, usato raramente da musicisti jazz. Negli anni '80, invece è passato ad un basso Steinberger.
Il 14 aprile 1979, assieme alla band fece un'apparizione al Saturday Night Live. Tacuma, in seguito, definì, sulla rivista Musician, l'apparizione come la sua migliore esibizione dal vivo di sempre. Oltre ad aver collaborato con musicisti come James "Blood" Ulmer, Walt Dickerson, Chuck Hammer e David Murray, ha lavorato inoltre con alcuni artisti emergenti della scena di New York Downtown come Kip Hanrahan, David Moss, Bill Laswell e Anton Fier. Il suo primo album da solista, Show Stopper, è uscito nel 1983 con l'etichetta Gramavision.
Negli anni '80, ha iniziato ad esibirsi in un funk/R&B relativamente semplice con il suo gruppo Cosmetic. In quegli anni è apparso spesso in riviste musicali grazie al suo stile aggressivo e al suo modo di vestire stravagante. Nel 1981, Tacuma ha ricevuto il maggior numero di voti di sempre per un bassista elettrico nella categoria "talento che merita un riconoscimento più ampio" del sondaggio della critica della rivista DownBeat.
Dall'inizio degli anni '90 è rimasto attivo, ma ha mantenuto un profilo più basso. Ha realizzato numerose registrazioni da solista e in collaborazione, inclusi diversi CD di duetti con il sassofonista Wolfgang Puschnig. AllMusic ha citato Mirakle, una registrazione che presenta Tacuma, il batterista Grant Calvin Weston e il chitarrista Derek Bailey come una delle "registrazioni più importanti dell'anno 2000". Nel 2006 è tornato alla ribalta del jazz con un'apparizione in Political Blues del World Saxophone Quartet.
Nel 2007, si è unito a Weston e al chitarrista Vernon Reid (noto per il suo lavoro in Living Color e con Ronald Shannon Jackson ) per formare il power trio Free Form Funky Freqs. Ha anche registrato due album con Basso Nouveau, un gruppo che comprende più bassisti che suonano insieme su diversi strumenti, tra cui basso elettrico, contrabbasso e basso acustico, e che include anche il bassista Gerald Veasley.
Durante il corso della sua carriera, ha ricevuto numerosi premi e borse di studio tra i quali: Premio "Parallel Culture" 2009, Marcus Garvey Foundation 50th Anniversary Award 2011, The Pew Fellowship in the Arts 2011 e The Uptown Theatre Hall of Fame Award nel 2014, Bass Boot Camp di Gerald Veasely "Living The Dream Award - 2016, The Philadelphia Clef Club of Jazz miglior bassista 2017. Ha ricevuto la borsa di studio The MacDowell Colony 2011, Headlands Center for the Arts 2012 e Civitella Ranieri 2014. Nel 2017 ha ricevuto il premio come miglior bassista del Philadelphia Club Club of Jazz, nel 2018 ha ricevuto il premio Benny Golson della città di Filadelfia e il premio Liberty Bell, uno dei più alti riconoscimenti dalla città di Filadelfia. Dal 2015, Tacuma presenta l'annuale Outsiders Improvised & Creative Music Festival a Filadelfia e continua a girare, produrre e registrare in tutto il mondo.

## Discografia

### Come leader
- Show Stopper (Gramavision, 1983)
- Renaissance Man (Gramavision, 1984)
- Music World (Gramavision, 1986)
- Jukebox (Gramavision, 1988)
- Boss of the Bass (Gramavision, 1991)
- Sound Symphony (1992)
- con Basso Nouveau: The Night of Chamber Music (Moers Music, 1993)
- Dreamscape (DIW, 1996)
- Groove 2000 ( P-Vine, 1998)
- Brotherzone (P-Vine, 1999)
- Flavors of Thelonious Monk Reloaded (Extraplatte/Jam All Productions 2008)
- Rendezvous Suite (Jazzwerkstatt, 2011)
- For the Love of Ornette (Jam All Productions / P-Vine, 2010)
- Free Form Funky Freqs - Bon Vivant (Jam All Productions, 2013)
- Legends of The Pipe & Sweater (Jam All Productions, 2015)
- Electric Electrico (Jam All Productions 2016)
- Gnawa Soul Experience (Jam All Productions, 2017)

#### Con Cosmetic
- Cosmetics / New Complexion (12", Rough Trade, 1981)
- Get Ready (/ Put It On) (12", Gramavision, 1982)
- (In the) Nightlife (/ (In the) Nightlife (Instrumental)) (12", Gramavision, 1983)
- So Tranquillizin' (Gramavision, 1985)
- So Tranquillizin' (Dance Mix) (/ N-Er-Gize-Me) (12", Gramavision, 1985)

### Come co-leader
- e Dennis Alston: Sound Symphony (Moers Music, 1992)
- e Cornell Rochester: Meet the Podium 3: Live in Köln (Timeless, 1994)
- Doran – Studer – Tacuma (con Christy Doran e Freddy Studer): Race the Time (Migros, 1997)
- con Burhan Öçal e Natacha Atlas: Groove alla turca (Doublemoon, 1999)
- con Derek Bailey e Calvin Weston: Mirakle (Tzadik, 2000)
- Free Form Funky Frēqs (Trio con Vernon Reid e Calvin Weston): Urban Mythology Volume One (Thirsty Ear, 2007)
- con Uwe Kropinski: Zwei (Jazzwerkstatt, 2009)
- The Meeting Trio: Bobby Zankel e Webb Thomas (Jam All Productions, 2016)

### Come sideman

#### Con Ornette Coleman
- Body Meta (Artists House, 1976)
- Dancing in Your Head (A&amp;M/Horizon Records, 1977)
- Dei sentimenti umani (Antille, 1982)
- Opening the Caravan of Dreams (Caravan of Dreams, 1985)
- In All Languages (Caravan of Dreams, 1987)

#### Con Wolfgang Puschnig
- Pieces of the Dream (Amadeo, 1988)
- Gemini-Gemini - The Flavors of Thelonious Monk (ITM, 1991)
- Alpine Aspects (Amadeo, 1991)
- Mixed Metaphors con Ernst Jandl (Amadeo, 1995)
- Journey Into the Gemini Territory (ITM Pacific, 1996)
- Roots & Fruits (Amadeo, 1998)

#### Con Sean Noonan
- Boxing Dreams (Songlines, 2008)
- There's Always the Night (noonansmusic, 2014)

#### Con Red Sun e Samul Nori
- Red Sun/Samul Nori (Amadeo, 1989)
- Then Comes the White Tiger (ECM, 1994)
- Nanjang – A New Horizon (Amadeo, 1995)

#### Con Linda Sharrock
- Linda Sharrock & The Three Man Band (Moers Music, 1991)

### con altri
con James Carter
- Layin' the Cut (Atlantic, 2000)

Con Walt Dickerson
- Walt Dickerson 1976 (Whynot, 1976)
- Serendipity (SteepleChase, 1977)

con James Blood Ulmer
- Tales of Captain Black (Artists House, 1978)
- Music Revelation Ensemble (DIW, 1988)

con Kip Hanrahan
- Coup de tête (American Clavé, 1981)
- Desire Develops an Edge (American Clavé, 1983)
- Conjure: Music for the Texts of Ismaele Reed (American Clavé, 1985)

con Nona Hendryx
- Nona (RCA, 1982)

con The Golden Palominos
- The Golden Palominos(Celluloid, 1983)

con David Moss
- Full House (Moers Music, 1984)

con Jayne Cortez e i Firespitters
- There It Is (Bola Press, 1982)

con Cashmere
- Let the Music Turn You On (Philly World, 1983)

con Veronica Underwood
- Veronica Underwood (Philly World, 1985)

con Khan Jamal
- Thinking of You (Storyville, 1987)

con Grant Calvin Weston
- Dance Romance (In+Out, 1988)

con Fool Proof
- No Friction (Gramavision, 1988)

con James Watkins
- Intense (ITM, 1989)

con Courtney Pine
- The Vision's Tale (Antilles, 1989)

con Pink Inc.
- Alex Deutsch's Pink Inc. (DIW, 1991)
- Keys 2 the Kastle (Sweeca, 1995)

con Bazillus
- The Regulator featuring Eddie Harris (Act/Zero, 1992)

con Fredy Studer e Christy Doran
- Half a Lifetime (Unit, 1994)

con Sylk 130
- When the Funk Hits the Fan (Ovum, 1997)

con Ben Schachter
- Fractals (Ben-Jam, 1999)

con Peter Murphy
- Dust (Metropolis, 2002)

con Marc Ribot
- The Young Philadelphians: Live in Tokyo (Yellowbird, 2015)